# 櫻花印記
《櫻花印記》（日语：桜の栞）為AKB48第15張 單曲。2010年2月17日開始販售。中心成員由前田敦子、高橋南擔當。

## 簡介
單曲分為三種版本，通常盤A・B・劇場盤。舊團隊編制的最後一張單曲。
本次作品的選拔成員，前作也皆為選拔。只是與前作16人相較下，本作減為12人，使得前作選拔的峯岸南、秋元才加、小野惠令奈、河西智美因而落選，不過峯岸南及河西智美被選入Team YJ中。僅有柏木由紀同時參與三首歌曲的录制。
《櫻花印記》為東京電視台電視劇《馬路須加學園》的主題曲，此外c/w曲《真假搖滾》為片頭曲。以AKB48的名義在戲劇中相互拉抬，是繼第10張單曲《大聲鑽石》作為《Men☆dol ～帥男偶像～》片尾曲以來，睽為1年4個月再現。
作曲者為曾替絢香及SMAP譜曲的上杉洋史。上杉為繼《Baby! Baby! Baby!》以來，睽違1年8個月為AKB48譜寫單曲。
繼《大聲鑽石》以來全體成員參加PV攝影。PV導演為岩井俊二。
DVD的神秘畫面各別收錄《遠距離海報》與《CHOOSE ME!》的不同版本PV。

### 主要紀錄
正式銷售前一日的2010年2月16日ORICON每日速報中，發布推定銷量為22萬9,528張。此項紀錄為僅次於嵐的《明日的記憶/Crazy Moon～妳·是·無敵的～》的銷售前一日次高紀錄。
為團體本身首次在ORICON的每日單曲銷量速報中，一整週獨占銷售量首位。
承繼前作《RIVER》紀錄，為團體本身首次連續兩張作品獲得ORICON週榜單曲銷售量首位。
女性藝人的初動銷量突破30萬張是睽違7年的紀錄。。此外，女性團體初動銷量則超越早安少女組。的《Mr.Moonlight 〜愛のビッグバンド〜》（2001年10月31日銷量、初動30.9萬張），更新歷年最高紀錄。
與前作《RIVER》相同，僅初動銷量就超越過去AKB48所有單曲累積銷量，創下團體本身最高銷售紀錄。

## 媒體使用
櫻花印記
- 東京電視台系電視劇24《馬路須加學園》主題歌
- 「AOKI×AKB48」廣告歌
- RecoChoku廣告歌
- 東京電視台系《週刊AKB》片尾曲
- CS《AKB48神TV特別節目「冬の国から2010」》開頭
- UHA味覺糖廣告歌

真假搖滾
- 東京電視台系電視劇24《馬路須加學園》開頭曲

## 收錄曲

### 通常盤A
1. 《櫻花印記》（桜の栞）
（作詞：秋元康，作曲：上杉洋史，編曲：光田健一）
2. 《真假搖滾》（マジスカロックンロール）
（作詞：秋元康，作曲：Candy&Megane，編曲：野中“まさ”雄一）
3. 《遠距離海報》（遠距離ポスター）
（作詞：秋元康，作曲：小川コータ，編曲：野中“まさ”雄一）
4. 《櫻花印記》（off vocal ver.）
5. 《真假搖滾》（off vocal ver.）

DVD
1. 《櫻花印記》Music Clip
2. 《真假搖滾》Music Clip
3. 《遠距離海報》Music Clip
4. 特典畫面
  - 永久保存版「畢業快樂」影像[4]

特典（初回限定版限定）
- 全國握手會參加券（東京2次、名古屋、大阪、福岡、札幌、廣島和仙台）

僅限東京會場可指定日期

### 通常盤B
1. 《櫻花印記》、
2. 《真假搖滾》、
3. 《Choose me!》
（作詞：秋元康，作曲：山元祐介，編曲：市川裕一）
4. 《櫻花印記》（off vocal ver.）
5. 《真假搖滾》（off vocal ver.）

DVD
1. 《櫻花印記》Music Clip
2. 《真假搖滾》Music Clip
3. 《Choose me!》Music Clip
4. 特典映像
  - 永久保存版「其實我真的喜歡過你」影像[4]

特典（初回限定版限定）
- 全國握手會參加券（東京2次、名古屋、大阪、福岡、札幌、廣島和仙台）

僅限東京會場可指定日期

### 劇場盤
1. 《櫻花印記》
2. 《真假搖滾》
3. 《遠距離海報》
4. 《Choose me!》

特典
- 個別合照參加券（東京國際展示場）
- 各種成員照片1張（隨機）

## 選拔成員

### 櫻花印記
（以 前田敦子、高橋南 為中心成員）
- Team A：板野友美、北原里英、小嶋陽菜、篠田麻里子、高橋南、前田敦子、宮崎美穗
- Team K：大島優子、宮澤佐江
- Team B：柏木由紀、渡邊麻友
- SKE48 Team S：松井珠理奈

### 真假搖滾
（以 前田敦子 為中心成員）
- Team A：板野友美、小嶋陽菜、篠田麻里子、高橋南、前田敦子
- Team K：秋元才加、大島優子、小野惠令奈
- Team B：柏木由紀、渡邊麻友
- SKE48 Team S：松井珠理奈、松井玲奈

### 遠距離海報
「Team PB」名義
（以 柏木由紀 為中心成員）
- Team A：高城亞樹、宮崎美穗
- Team K：宮澤佐江
- Team B：柏木由紀、多田愛佳、仁藤萌乃
- Team 研究生：前田亞美

### Choose me!
「Team YJ」名義
（以 北原里英 為中心成員）
- Team A：北原里英、峯岸南
- Team K：河西智美、倉持明日香
- Team B：指原莉乃、仲川遙香
- Team 研究生：菊地彩香

## 備註
1. ↑  包括音樂下載單曲的主要單曲總數。若包含獨立製作時期單曲，則為第17張。
2. ↑  上一次突破30萬張為宇多田光的《COLORS》（2003年1月29日銷售，初動43.8萬張）。
3. 1 2  オリコン. . 2010-02-23  [2010年2月23日]. （原始内容存档于2011-08-07） （日语）.
4. 1 2  雖然單曲銷售時隊伍尚未改變編組，但影像所顯示的所屬隊伍為改組後的隊伍。成員為板野友美．北原里英．小嶋陽菜．篠田麻里子、高城亞樹、高橋南、前田敦子．峯岸南・宮崎美穗・大島優子・小野惠令奈・河西智美・倉持明日香・宮澤佐江・柏木由紀・指原莉乃・仁藤萌乃・渡邊麻友・松井珠理奈・松井玲奈，此20人參與演出。

## 外部連結
- AKB48官方YouTube頻道公開播放影片：
  - YouTube上的《櫻花印記》PV
  - YouTube上的《真假搖滾》PV
  - YouTube上的《遠距離海報》PV
  - YouTube上的《Choose me!》PV

- 《櫻花印記》單曲日本版官方介紹頁（KING RECORDS）（日語）
  - Type-A （页面存档备份，存于）
  - Type-B （页面存档备份，存于）